# Noorwegen op de Olympische Winterspelen 1956
Tijdens de Olympische Winterspelen van 1956, die in Cortina d'Ampezzo (Italië) werden gehouden, nam Noorwegen voor de zevende keer deel.

## Medailleoverzicht
| Sport              | Olympiër         | Discipline   | Medaille |
| ------------------ | ---------------- | ------------ | -------- |
| Langlaufen         | Hallgeir Brenden | 15 km (m)    | Goud     |
| Noordse combinatie | Sverre Stenersen | mannen       | Goud     |
| Schaatsen          | Knut Johannesen  | 10.000 m (m) | Zilver   |
| Schaatsen          | Alv Gjestvang    | 500 m (m)    | Brons    |

## Deelnemers en resultaten

### Alpineskiën
| Olympiër             | Discipline       | Resultaat | Prestatie                    |
| -------------------- | ---------------- | --------- | ---------------------------- |
| Hans Magnus Andresen | reuzenslalom (m) | 50e       | 3.44,7 (+44,6)               |
| Hans Magnus Andresen | slalom (m)       | 20e       | 3.41,8 (+27,1) 1.35,0+2.06,8 |
| Guttorm Berge        | reuzenslalom (m) | dq        | diskwalificatie              |
| Guttorm Berge        | slalom (m)       | dq        | diskwalificatie              |
| Trygve Berge         | afdaling (m)     | dq        | diskwalificatie              |
| Kåre Opdal           | afdaling (m)     | dq        | diskwalificatie              |
| Asle Sjåstad         | afdaling (m)     | 14e       | 3.08,8 (+16,6)               |
| Asle Sjåstad         | reuzenslalom (m) | 22e       | 3.21,6 (+21,5)               |
| Asle Sjåstad         | slalom (m)       | 18e       | 3.40,9 (+26,2) 1.36,4+2.04,5 |
| Jan Thorstensen      | reuzenslalom (m) | dq        | diskwalificatie              |
| Jan Thorstensen      | slalom (m)       | dq        | diskwalificatie              |
|                      |                  |           |                              |
| Inger Bjørnbakken    | reuzenslalom (v) | 14e       | 2.02,3 (+5,8)                |
| Inger Bjørnbakken    | slalom (v)       | 6e        | 1.58,0 (+5,7) 58,7+59,3      |
| Inger Jørgensen      | afdaling (v)     | 26e       | 1.54,3 (+13,6)               |
| Inger Jørgensen      | reuzenslalom (v) | 24e       | 2.04,4 (+7,9)                |
| Inger Jørgensen      | slalom (v)       | 13e       | 2.02,3 (+10,0) 1.01,4+1.00,9 |
| Borghild Niskin      | afdaling (v)     | 9e        | 1.49,5 (+8,8)                |
| Borghild Niskin      | reuzenslalom (v) | 7e        | 1.59,0 (+2,5)                |
| Borghild Niskin      | slalom (v)       | 11e       | 1.59,0 (+6,7) 59,0+1.00,0    |
| Astrid Sandvik       | afdaling (v)     | 27e       | 1.54,4 (+13,7)               |
| Astrid Sandvik       | reuzenslalom (v) | 22e       | 2.04,0 (+7,5)                |
| Astrid Sandvik       | slalom (v)       | 6e        | 1.58,0 (+5,7) 58,9+59,1      |

### Bobsleeën
| Olympiër                                              | Discipline                 | Resultaat | Prestatie                                                |
| ----------------------------------------------------- | -------------------------- | --------- | -------------------------------------------------------- |
| Reidar Alveberg Arnold Dyrdahl                        | 2-mansbob (m) Noorwegen I  | dnf       | opgave (details niet bekend)                             |
| Arne Røgden Odd Solli                                 | 2-mansbob (m) Noorwegen II | 20e       | 5.52,33 (+22,19) (1.27,57 / 1.26,90 / 1.28,81 / 1.29,05) |
| Arne Røgden Arnold Dyrdahl Odd Solli Trygve Brudevold | 4-mansbob (m) Noorwegen I  | 11e       | 5.21,50 (+11,06) (1.20,96 / 1.20,08 / 1.20,45 / 1.20,01) |

### Langlaufen
| Olympiër                                                 | Discipline            | Resultaat | Prestatie                                       |
| -------------------------------------------------------- | --------------------- | --------- | ----------------------------------------------- |
| Hallgeir Brenden                                         | 15 km (m)             | Goud      | 49.39                                           |
| Hallgeir Brenden                                         | 30 km (m)             | 14e       | 1:49.29 (+5.23)                                 |
| Håkon Brusveen                                           | 15 km (m)             | 5e        | 50.36 (+0.57)                                   |
| Magnar Ingebrigtsli                                      | 15 km (m)             | 30e       | 54.30 (+4.51)                                   |
| Oddmund Jensen                                           | 30 km (m)             | 17e       | 1:51.04 (+6.58)                                 |
| Oddmund Jensen                                           | 50 km (m)             | 14e       | 3:11.14 (+20.47)                                |
| Edvin Landsem                                            | 50 km (m)             | 15e       | 3:11.43 (+21.16)                                |
| Per Olsen                                                | 30 km (m)             | 19e       | 1:51.15 (+7.09)                                 |
| Martin Stokken                                           | 15 km (m)             | 6e        | 50.45 (+1.06)                                   |
| Martin Stokken                                           | 30 km (m)             | 15e       | 1:49.38 (+5.32)                                 |
| Martin Stokken                                           | 50 km (m)             | dq        | diskwalificatie                                 |
| Birger Vestermo                                          | 50 km (m)             | dq        | diskwalificatie                                 |
| Håkon Brusveen Per Olsen Martin Stokken Hallgeir Brenden | 4x10 km estafette (m) | 4e        | 2:21.16 (+5.46) (35.13 / 36.41 / 34.47 / 34.35) |
|                                                          |                       |           |                                                 |
| Kjelfrid Brusveen                                        | 10 km (v)             | 10e       | 40.38 (+2.27)                                   |
| Rakel Wahl                                               | 10 km (v)             | 11e       | 40.49 (+2.38)                                   |
| Gina Regland                                             | 10 km (v)             | 22e       | 42.42 (+4.31)                                   |
| Ingrid Wigernæs                                          | 10 km (v)             | 27e       | 43.40 (+5.29)                                   |
| Kjelfrid Brusveen Gina Regland Rakel Wahl                | 3x5 km estafette (v)  | 4e        | 1:10.50 (+1.49) (23.42 / 24.03 / 23.05)         |

### Noordse combinatie
| Olympiër         | Discipline | Resultaat | Prestatie                                                              |
| ---------------- | ---------- | --------- | ---------------------------------------------------------------------- |
| Sverre Stenersen | mannen     | Goud      | 455,000 punten schans: 215,0 (65,0+73,0+74,0 m) 15 km: 240,000 (56.18) |
| Arne Barhaugen   | mannen     | 5e        | 435,581 punten schans: 199,0 (64,5+67,0+68,0 m) 15 km: 236,581 (57.11) |
| Tormod Knutsen   | mannen     | 6e        | 435,000 punten schans: 203,0 (63,5+70,5+69,0 m) 15 km: 232,000 (58.22) |
| Kjetil Mårdalen  | mannen     | 14e       | 423,500 punten schans: 189,0 (64,0+65,5+67,0 m) 15 km: 234,500 (57.43) |

### Schaatsen
| Olympiër           | Discipline   | Resultaat | Prestatie       |
| ------------------ | ------------ | --------- | --------------- |
| Roald Aas          | 1500 m (m)   | 10e       | 2.12,9 (+4,3)   |
| Roald Aas          | 5000 m (m)   | 6e        | 8.01,6 (+12,9)  |
| Hjalmar Andersen   | 5000 m (m)   | 11e       | 8.06,5 (+17,8)  |
| Hjalmar Andersen   | 10.000 m (m) | 6e        | 16.52,6 (+16,7) |
| Hroar Elvenes      | 500 m (m)    | 17e       | 42,8 (+2,6)     |
| Hroar Elvenes      | 1500 m (m)   | 24e       | 2.16,0 (+7,4)   |
| Alv Gjestvang      | 500 m (m)    | Brons     | 41,0 (+0,8)     |
| Sverre Haugli      | 10.000 m (m) | 4e        | 16.48,7 (+12,8) |
| Finn Hodt          | 500 m (m)    | 13e       | 42,5 (+2,3)     |
| Knut Johannesen    | 1500 m (m)   | 9e        | 2.12,2 (+3,6)   |
| Knut Johannesen    | 5000 m (m)   | 8e        | 8.02,3 (+13,6)  |
| Knut Johannesen    | 10.000 m (m) | Zilver    | 16.36,9 (+1,0)  |
| Jan Kristiansen    | 1500 m (m)   | 16e       | 2.13,7 (+5,1)   |
| Torstein Seiersten | 5000 m (m)   | 10e       | 8.06,4 (+17,7)  |
| Sigmund Søfteland  | 500 m (m)    | 16e       | 42,7 (+2,5)     |
| Knut Tangen        | 10.000 m (m) | 19e       | 17.22,3 (+46,4) |

### Schansspringen
| Olympiër         | Discipline | Resultaat | Prestatie                  |
| ---------------- | ---------- | --------- | -------------------------- |
| Sverre Stallvik  | mannen     | 9e        | 208,0 punten (77,0+75,5 m) |
| Arne Hoel        | mannen     | 11e       | 206,5 punten (77,5+76,5 m) |
| Asbjørn Osnes    | mannen     | 18e       | 199,5 punten (75,5+72,0 m) |
| Sverre Stenersen | mannen     | 35e       | 183,5 punten (72,0+70,0 m) |

Australië · België · Bolivia · Bulgarije · Canada · Chili · Duits eenheidsteam · Finland · Frankrijk · Griekenland · Groot-Brittannië · Hongarije · IJsland · Iran · Italië · Japan · Joegoslavië · Libanon · Liechtenstein · Nederland · Noorwegen · Oostenrijk · Polen · Roemenië ·  Sovjet-Unie · Spanje · Tsjecho-Slowakije · Turkije · Verenigde Staten · Zuid-Korea · Zweden · Zwitserland